# ألكسندر بوتينكو
ألكسندر بوتينكو (بالروسية: Бутенко, Александр Сергеевич)‏ هو لاعب كرة قدم روسي في مركز الهجوم، ولد في 20 يوليو 1998 في أستراخان في روسيا. لعب مع نادي كراسنودار.